# Gramado
Gramado és una ciutat turística de l'estat brasiler de Rio Grande do Sul. És àmpliament conegut al país pel seu festival nadalenc, anomenat Natal Luz. També acull el Festival de Cinema de Gramado.

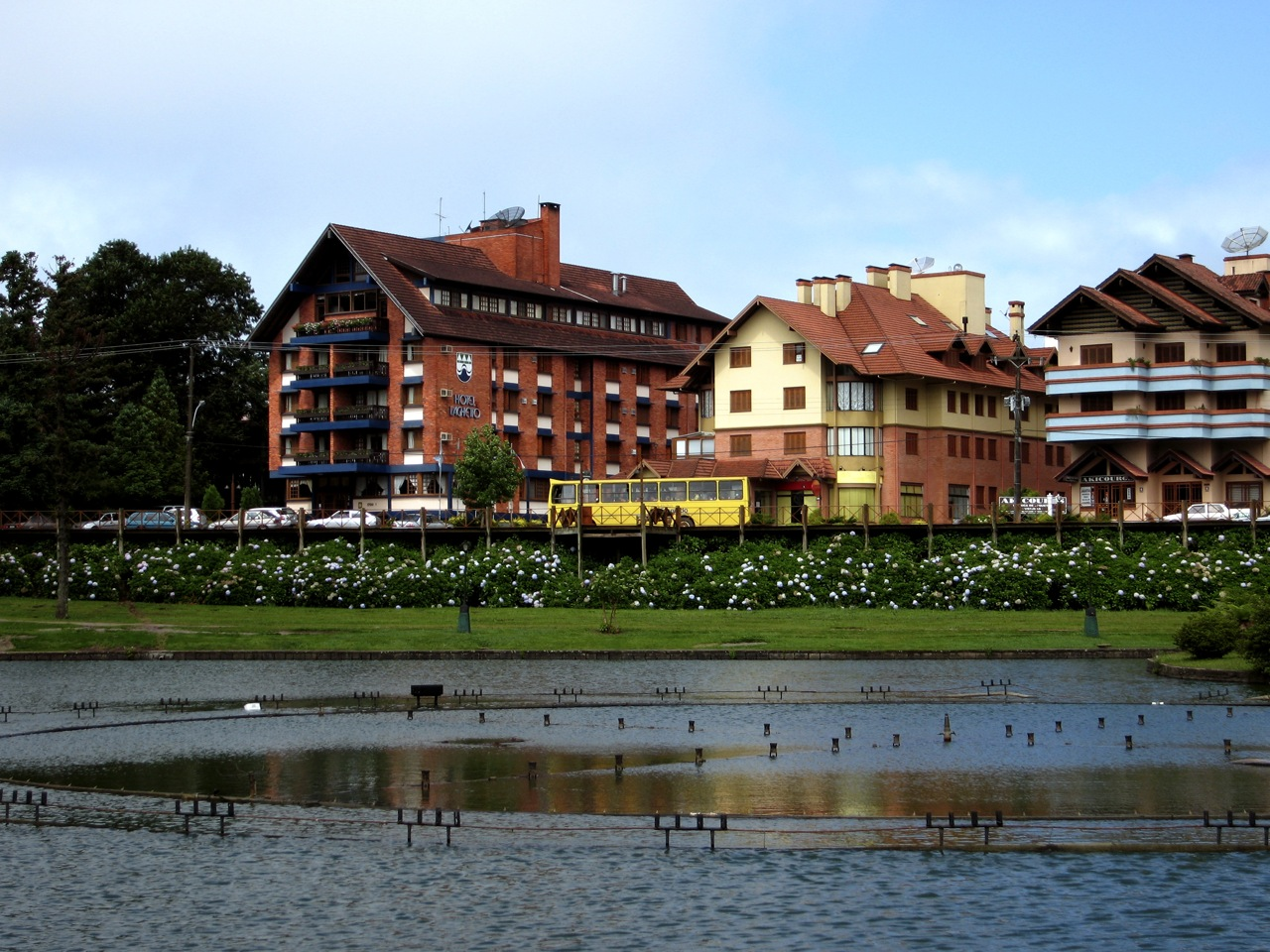
Edificis en Gramado.

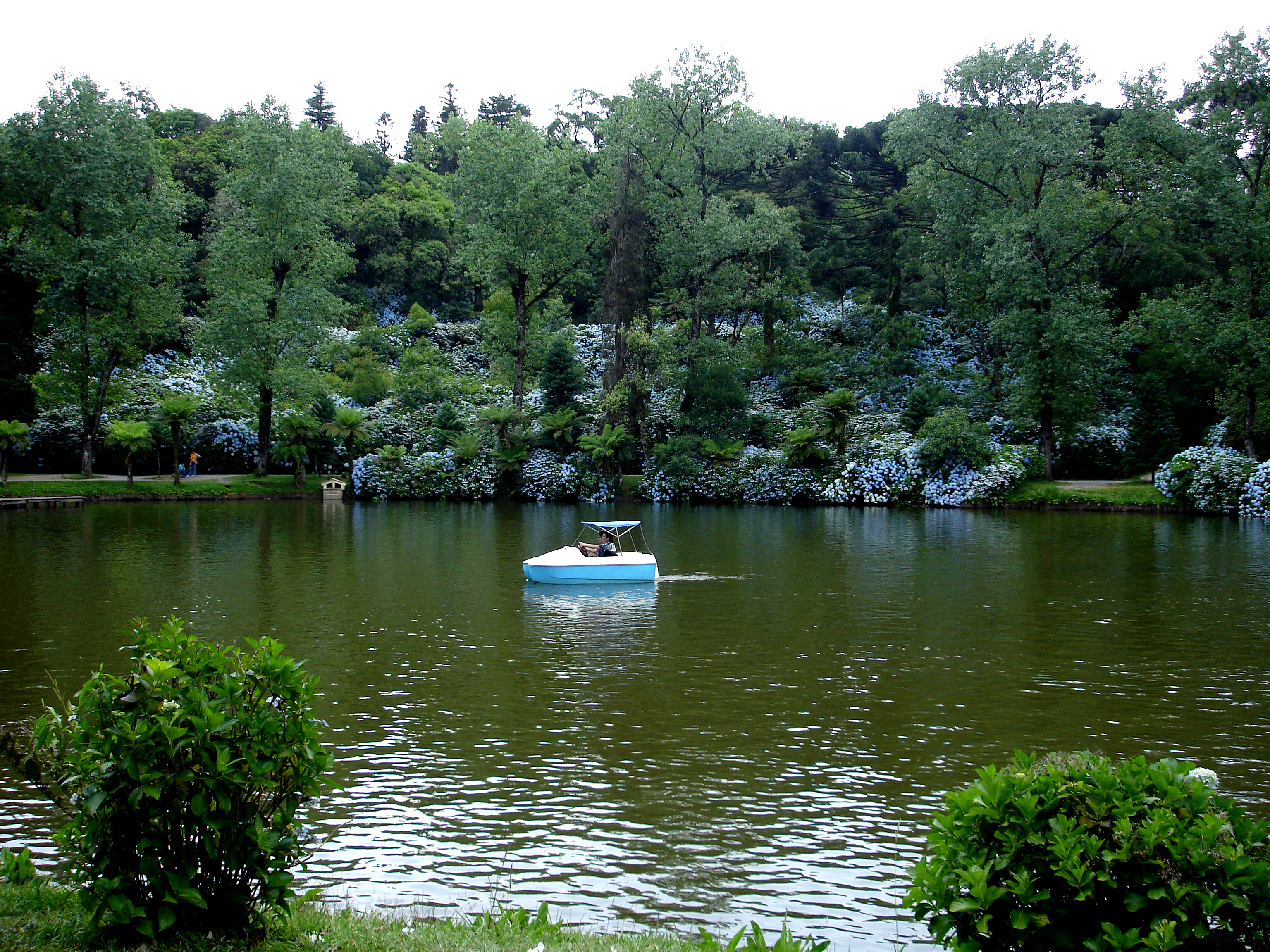
El Llac Negre ("Lago Negro") en Gramado.